# Торическое сечение
Торическое сечение — сечение тора произвольной плоскостью. Частные случаи сечений тора, кривые Персея, были исследованы ещё около 150 года до н. э. древнегреческим геометром Персеем, общий случай изучен Жаном Дарбу XIX веке.
Торическое сечение — это плоская кривая четвёртого порядка вида
{\displaystyle (x^{2}+y^{2})^{2}+ax^{2}+by^{2}+cx+dy+e=0.}
Пять параметров уравнения определяются через два параметра тора — радиусы малой и большой окружностей {\displaystyle r} и {\displaystyle R} и через три параметра, задающих секущую плоскость. Если плоскость не пересекает тор, то уравнение не имеет действительных решений.
Например, сечение тора с параметрами {\displaystyle r} и {\displaystyle R} ({\displaystyle r<R}) бикасательной плоскостью задаётся формулой
{\displaystyle (x^{2}+y^{2})^{2}-2(R^{2}+r^{2})x^{2}-2(R^{2}-r^{2})y^{2}+(R^{2}-r^{2})^{2}=0;}
формула может быть разложена в произведение формул для двух окружностей.
Сечения тора плоскостью параллельной его оси (перпендикулярной плоскости вращения окружности) называются кривыми Персея или спирическими сечениями. Частные случаи кривой Персея — лемниската Бута («выпуклый овал») и овал Кассини («восьмёрка»). Сечение тора плоскостью, перпендикулярной его оси, является кольцом.
Наиболее интересным косым сечением тора является сечение бикасательной плоскостью — окружности Вилларсо. Неочевидным образом это сечение представляет собой две пересекающиеся окружности. Точки их пересечения совпадают с точками касания секущей плоскости и тора.